# Waisake Tewa
Waisake Tewa (* 18. September 2003) ist ein Leichtathlet aus Fidschi, der sich auf den Sprint spezialisiert hat. Mit der fidschianischen 4-mal-400-Meter-Staffel wurde er 2024 in Suva Ozeanienmeister.

## Sportliche Laufbahn
Erste Erfahrungen bei internationalen Meisterschaften sammelte Waisake Tewa im Jahr 2023, als er bei den Pazifikspielen in Honiara in 10,82 s den fünften Platz im 100-Meter-Lauf belegte und über 200 Meter mit 21,61 s auf Rang vier gelangte. Zudem gewann er mit der fidschianischen 4-mal-400-Meter-Staffel in 3:15,80 min die Silbermedaille hinter dem Team aus Papua-Neuguinea, wie auch mit der 4-mal-100-Meter-Staffel in 40,97 s. Im Jahr darauf schied er bei den Hallenweltmeisterschaften in Glasgow mit 7,02 s in der ersten Runde im 60-Meter-Lauf aus und im Juni gelangte er bei den Ozeanienmeisterschaften in Suva mit 10,95 s auf den achten Platz über 100 Meter. Im 200-Meter-Lauf erreichte er mit 22,03 s Rang sechs und mit der 4-mal-400-Meter-Staffel siegte er in 3:19,74 min gemeinsam mit Samuela Railoa, Ilisavani Radovu und Jonacani Koroi. Zudem gewann er mit der 4-mal-100-Meter-Staffel in 42,03 s die Silbermedaille hinter dem Team aus Papua-Neuguinea und in der Mixed-Staffel sicherte er sich in 3:37,83 min die Bronzemedaille hinter den Teams aus Neuseeland und Papua-Neuguinea. Im August nahm er dank einer Wildcard über 100 Meter an den Olympischen Sommerspielen in Paris teil und schied dort mit 10,72 s in der Vorausscheidungsrunde aus.
2024 wurde Tewa fidschianischer Meister im 100- und 200-Meter-Lauf.

## Persönliche Bestleistungen
- 100 Meter: 10,71 s (+1,5 m/s), 27. November 2023 in Honiara
- 200 Meter: 21,61 s (+1,0 m/s), 1. Dezember 2023 in Honiara